# Frida
A Frida germán eredetű női név, jelentése: béke, védelem (a német freide elő- illetve utótagból).

## Rokon nevek
Friderika, Federika

## Gyakorisága
Az 1990-es években a Frida igen ritka név volt, a 2000-es években nem szerepel a 100 leggyakoribb női név között.

## Névnapok
- május 6.[2]
- szeptember 20.[2]
- október 19.[2]

## Híres Fridák
- Frida Kahlo mexikói festőnő
- Anni-Frid Lyngstad, más nevén Frida, az ABBA énekesnője
- Gombaszögi Frida színésznő